# Ehemalige Synagoge (Mülheim an der Ruhr)
Koordinaten: 51° 25′ 45,3″ N, 6° 52′ 56,5″ O

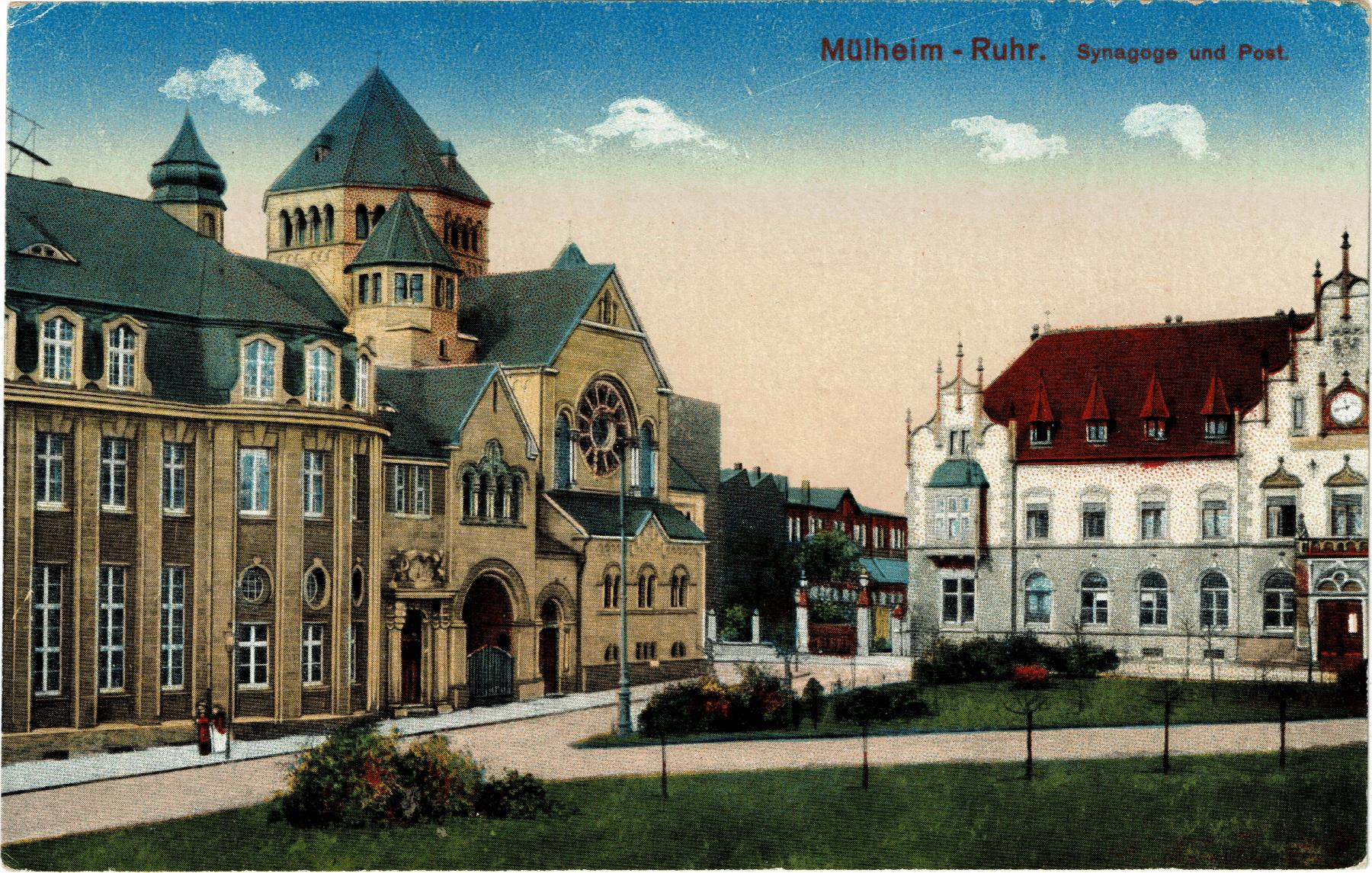
Alte Mülheimer Postkarte vom Viktoriaplatz (heute Synagogenplatz) mit Post, Synagoge und Sparkasse.

An die ehemalige Synagoge in Mülheim an der Ruhr erinnert heute nur noch der Synagogenplatz und eine Gedenktafel am Medienhaus. Am 2. August 1907 weihte dort die jüdische Gemeinde neben dem Kaiserlichen Postamt ihr neues Gebetshaus ein. Das prunkvolle Gebäude im neuromanischen Stil galt als das schönste Kirchengebäude in Mülheim an der Ruhr. 31 Jahre lang füllten Gottesdienste am Sabbat und zu hohen jüdischen Feiertagen, Kulturveranstaltungen und der allgemeine Religionsunterricht das Haus. Am 5. Oktober 1938 übernahm die benachbarte Stadtsparkasse die Synagoge, da die jüdische Gemeinde durch schrumpfende Mitgliederzahl, die Kosten nicht mehr tragen konnte. Zudem stand sie der Erweiterung des Bankgebäudes im Weg. Während der Novemberpogrome von 1938 wurde die Mülheimer Synagoge in der Nacht vom 9. auf den 10. November in Brand gesteckt. Ihre Reste wurden Anfang 1939 abgetragen.

## Geschichte

### Neuzeit bis Weimarer Republik
Menschen jüdischen Glaubens lebten bereits im Mittelalter im Ruhrgebiet. Über die Niederlassung von Juden in Mülheim an der Ruhr gibt es allerdings erst seit dem 17. Jahrhundert offizielle Aufzeichnungen. 1627 erhält ein Jude zum ersten Mal von der Herrschaft Broich die Aufenthaltsgenehmigung für 14 Jahre. Hierfür musste er jährlich fünf Goldgulden als Schutzgeld entrichten. Trotz dieser Bürde folgten schon bald weitere jüdische Familien, da sie so trotz ihres Glaubens unter herrschaftlicher Gnade standen und einige bürgerliche Privilegien erhielten. Neben dem Schutz vor Verfolgung erlaubte man ihnen den Handel mit Vieh, das Schlachten von Rindern und Schafen und den Pfandverleih. Um 1650 entstand an der Wetzmühle in Holthausen der erste jüdische Friedhof. Er ist heute nicht mehr erhalten.

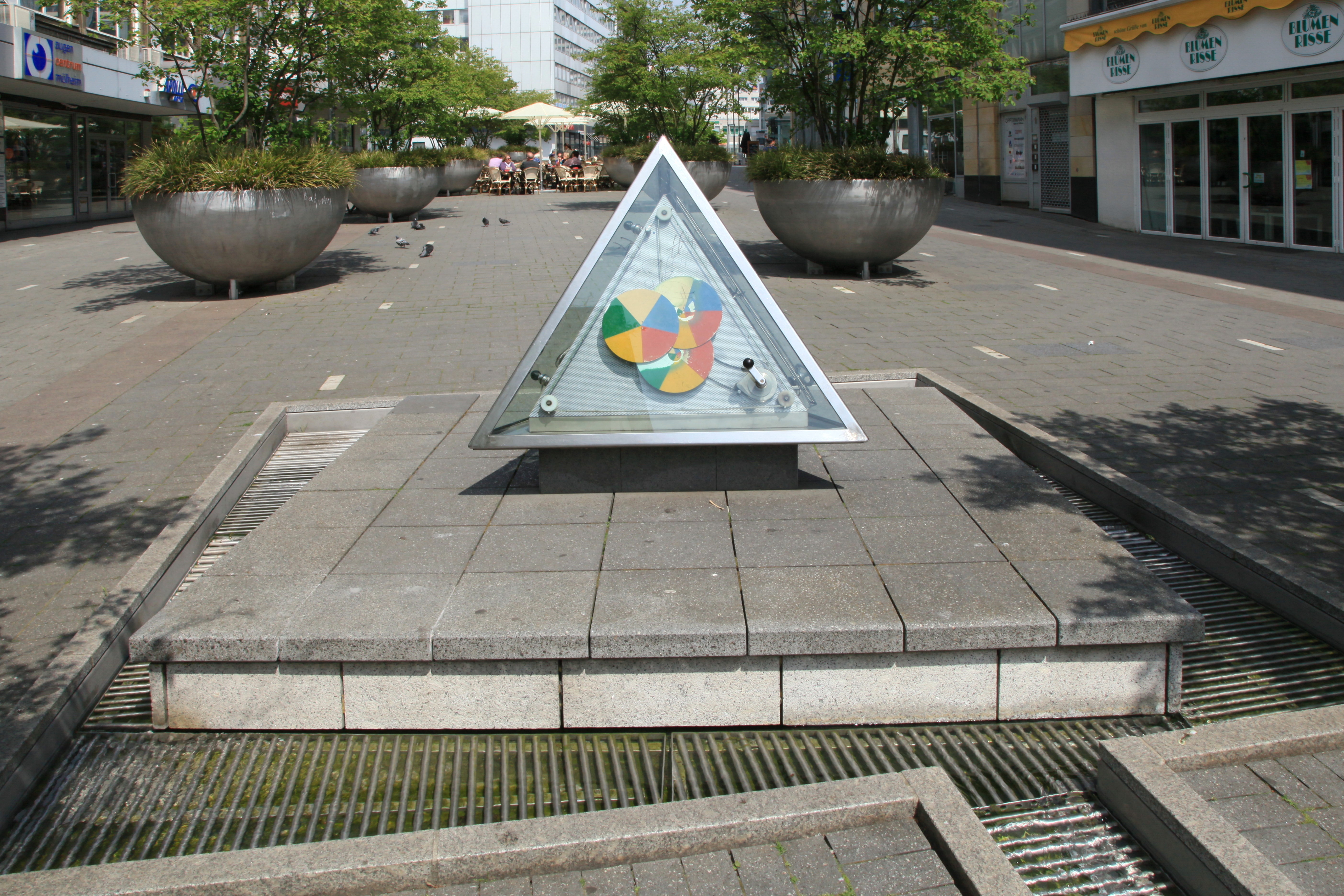
Der Vorgängerbau der ehemaligen Synagoge befand sich an dieser Stelle.

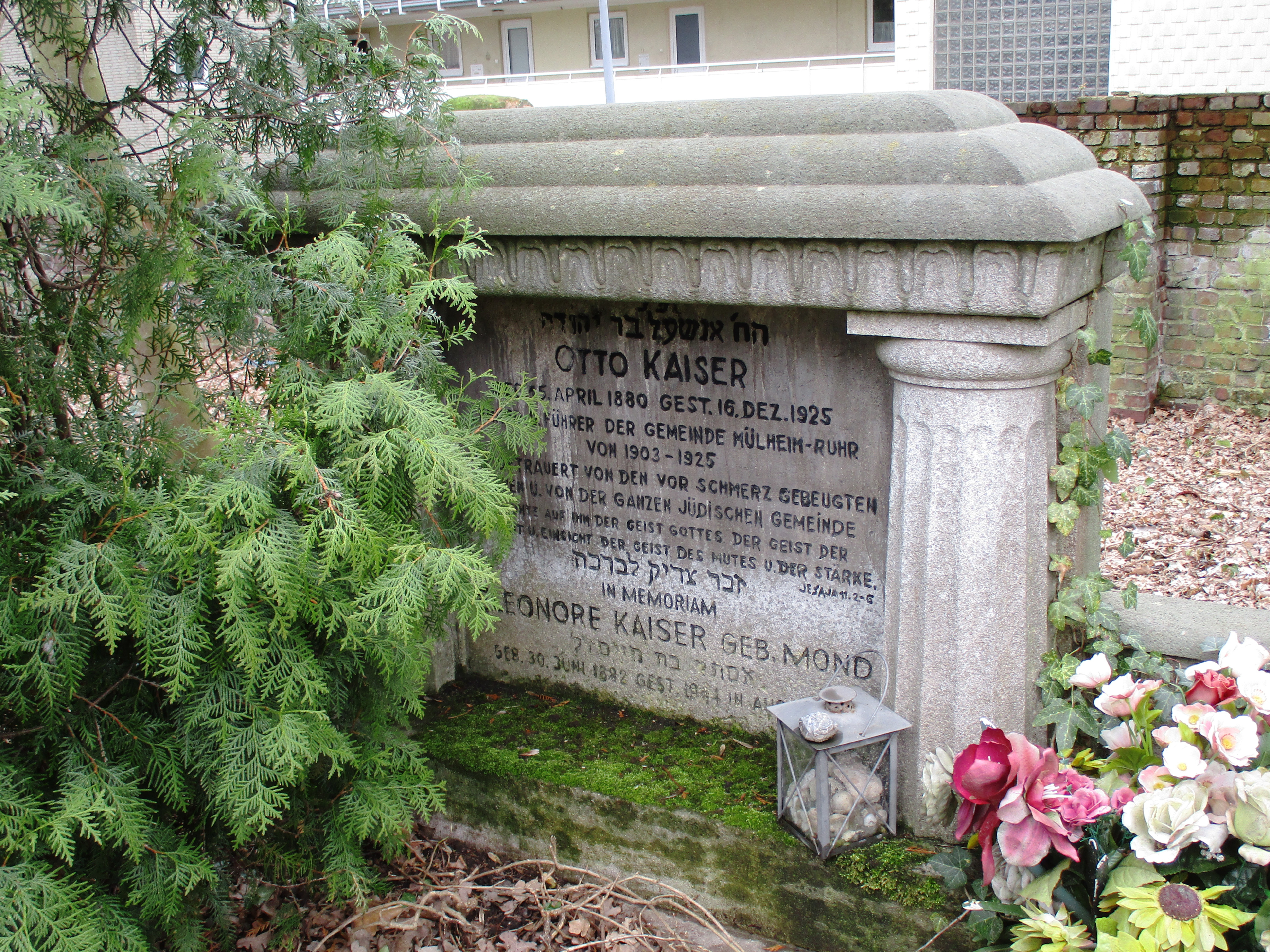
Grab des Predigers Otto Kaiser auf dem Jüdischen Friedhof an der Gracht.

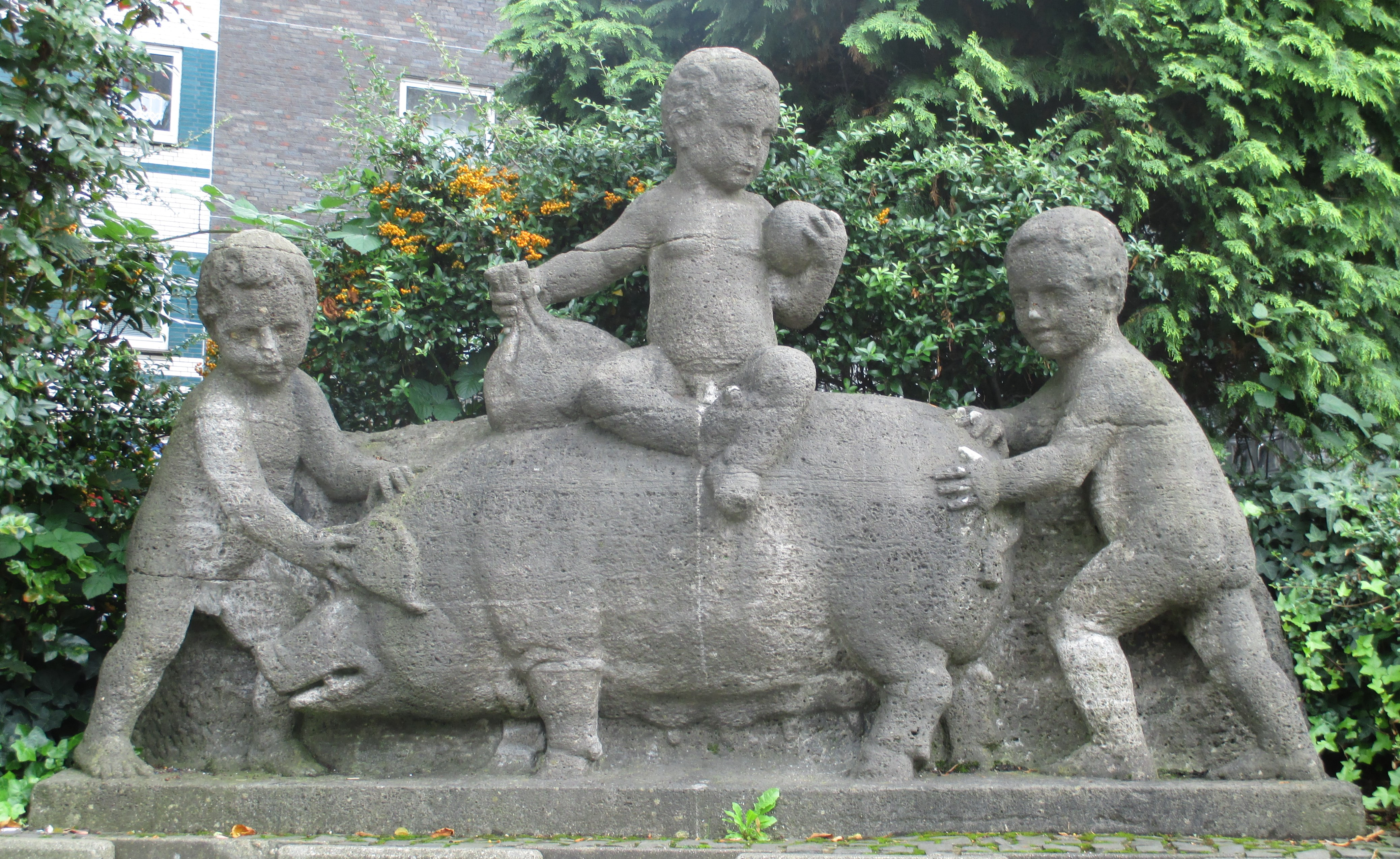
Das Glücksschwein der Sparkasse war 1909 „Stein des Anstoßes“, da sein Hintern auf die Synagoge zeigte. Heute steht es an der Filiale an der Aktienstraße.

Um 1730 erwarb die mittlerweile stark angewachsene jüdische Gemeinde an der Gracht ein Grundstück, um dort einen neuen Friedhof zu errichten. Auf ihm wurden auch Juden aus Duisburg und Oberhausen beerdigt. Die erste Synagoge Mülheims wurde 1794 am damaligen Notweg gebaut. Sie ersetzte den kleinen Betsaal am Fuße des Kirchenhügels. Beim heutigen Straßenverlauf liegt das auf der Schloßstraße / Ecke Löhberg bei der Spielpyramide. Nebenan (heute Ecke Synagogenplatz) befand sich der Lesesaal. In ihm wurde um 1820 eine jüdische Schule eingerichtet.
Mit dem Zuwachs der jüdischen Gemeinde und der von Friedrich II erlassenen Judenordnung erhöhte sich im 18. Jahrhundert die Aufnahmegebühr für einen Schutzjuden auf 20 Reichstaler bei einer Aufenthaltsgenehmigung von 14 Jahren. Als Schutzzoll kamen jährlich 12 Reichstaler und eine fette Gans hinzu. Erst 1812 wurde die „Judensteuer“ durch die Reformen von Karl August von Hardenberg abgeschafft und die Juden gleichwertige preußische Staatsbürger.
1855 gründete sich in Mülheim eine selbstständige Synagogengemeinde. In den 1860er Jahren erhielt die jüdische Schule den Status einer öffentlichen Schule. Dieser wurde bereits wieder 15 Jahre später aufgelöst, da durch das Schulaufsichtsgesetz vom 11. März 1872 das preußische Schulwesen neu geregelt und die staatliche Schulaufsicht 1884 einem Königlichen Kreisschulinspektor übertragen wurde. Die jüdischen Schüler wurden von nun an in der konfessionell-paritätischen Volksschule am Dickswall unterrichtet. Zudem musste die Alte Synagoge am Notweg mal wieder wegen der wachsenden Gemeindemitgliederzahl umgebaut und erweitert werden. Ein Grund dafür waren ab Mai 1881 die Pogrome nach dem Mord an Zar Alexander II in Russland und anderen osteuropäischen Ländern. Zum anderen regte sich bei den Einwandernden der Wunsch in Deutschland als freie Bürger leben und studieren zu dürfen. 1901 fasste der Vorstand den Beschluss auf dem Viktoriaplatz ein neues Gotteshaus, entsprechend der Größe der Gemeinde zu errichten. Vier Jahre später erfolgte die Grundsteinlegung. Am 2. August 1907 wurde sie feierlich eröffnet.
Einen großen Beitrag für das Zusammenleben zwischen der jüdischen und christlichen Gemeinde erfolgte zu Beginn des 20. Jahrhunderts durch den reformjüdischen Prediger Otto Kaiser, der als Lehrer und Kultusbeamter an Stelle eines Rabbiners tätig war. Neben seinem Hauptberuf als Volksschul- und Religionslehrer übernahm er Gemeindeaufgaben als vortragender „Rabbiner“, hielt Reden und Ansprachen auf Festen und Beerdigungen und begleitete den Neubau der Synagoge am Viktoriaplatz. Zusätzlich förderte er den kulturellen Dialog mit der katholischen und evangelischen Gemeinde, indem er die Pfarrer vom Kirchenhügel regelmäßig bei sich zu Hause zu Gesprächen über die Bibel und der Auslegung der Texte einlud und Christen erlaubte die Synagoge und das Gemeindehaus an der Löhstraße zu besuchen.
Seine Bemühungen fielen aber nicht überall auf fruchtbaren Boden. Als 1908 am Viktoriaplatz die Lücke zwischen Synagoge und Lesesaal mit dem Gebäude der Stadtsparkasse geschlossen wurde, setzte man über den Bogen zwischen Sparkasse und Synagoge das Portalrelief von einem Glücksschwein mit drei Knaben. Der Hintern des Schweins war auf die Synagoge gerichtet. Gegen „den Stein des Anstoßes“ wurde zwar im Juli 1909 bei der Stadt Beschwerde von der jüdischen Gemeinde und ihren christlichen Freunden eingereicht, doch das Schwein blieb. Erst nach langen Debatten wurde die Skulptur eingelagert. Heute steht sie vor der Sparkassenfiliale an der Aktienstraße 78. Den Aufstieg der NSDAP bekam Otto Kaiser nicht mehr mit. Er starb am 16. Dezember 1925 nach langer schwerer Krankheit.

### Unter der Herrschaft des Nationalsozialismus
Zu Beginn der 1930er Jahre lebten in Mülheim 650 Einwohner jüdischen Glaubens. Schon vor Hitlers Machtergreifung 1933 zeichneten sich antisemitische Tendenzen ab, die sich aber Dank dem Zusammenhalt in der Bevölkerung in Grenzen hielten. Selbst bei der Kommunalwahl am 12. März 1933 verfehlte die NSDAP die absolute Mehrheit. Sie erhielt „nur“ 25 von 51 Stimmen. Die Übernahme des Rathauses erfolgte zwei Wochen später durch Staatskommissar Wilhelm Maerz, der den amtierenden Oberbürgermeister Dr. Alfred Schmidt zur Seite gestellt wurde. Einen Tag vor der geplanten Sitzung des neugewählten Rates der Stadt am 31. März 1933 wurde Dr. Alfred Schmidt entfernt und Wilhelm Maerz kommissarischer Oberbürgermeister. Damit wurde Mülheim zu einer Nazihochburg.
Als erste Amtshandlung ernannte Wilhelm Maerz Reichskanzler Adolf Hitler und Reichspräsident Paul von Hindenburg zu Ehrenbürgern der Stadt Mülheim. Es folgte ein Antrag des NSDAP-Abgeordneten Karl Camphausen, dass sämtliche Dienststellen der Stadtverwaltung und deren Mitarbeiter ihren Bedarf nur bei ortsansässigen Geschäften des deutschen Mittelstandes decken sollten. Lieferungen von „Warenhäusern, Judenläden und Judenunternehmungen“ seien auszuschließen. Nach und nach folgten immer weitere Einschränkungen gegenüber den jüdischen Einwohnern bis ab 1941 mit der Deportation begonnen wurde. Bis zum Sommer 1938 schrumpfte die jüdische Gemeinde durch Fortzug, Flucht oder Selbstmord auf weniger als die Hälfte der Mitglieder. Schon bald konnten die anfallenden Kosten und der Unterhalt für das Synagogengrundstück nicht mehr getragen werden. Das Grundstück gehörte der Stadt und diese verlangte hohe Steuern und Sonderabgaben dafür.
Auf Anraten der benachbarten Sparkasse, die zwecks Erweiterung des Bankgebäudes auf das Grundstück spekulierte, verkaufte man die Synagoge schließlich für 56 000 Reichsmark. Der Verkauf an die Sparkasse wurde am 30. September 1938 in der Ratssitzung beschlossen. Die jüdische Gemeinde erfuhr das erst wenige Tage später durch Handzettel und durch die Nationalzeitung, die den Beschluss am 7. Oktober 1938 mit der Schlagzeile „Mülheims Judentempel verschwindet“ verkündete.

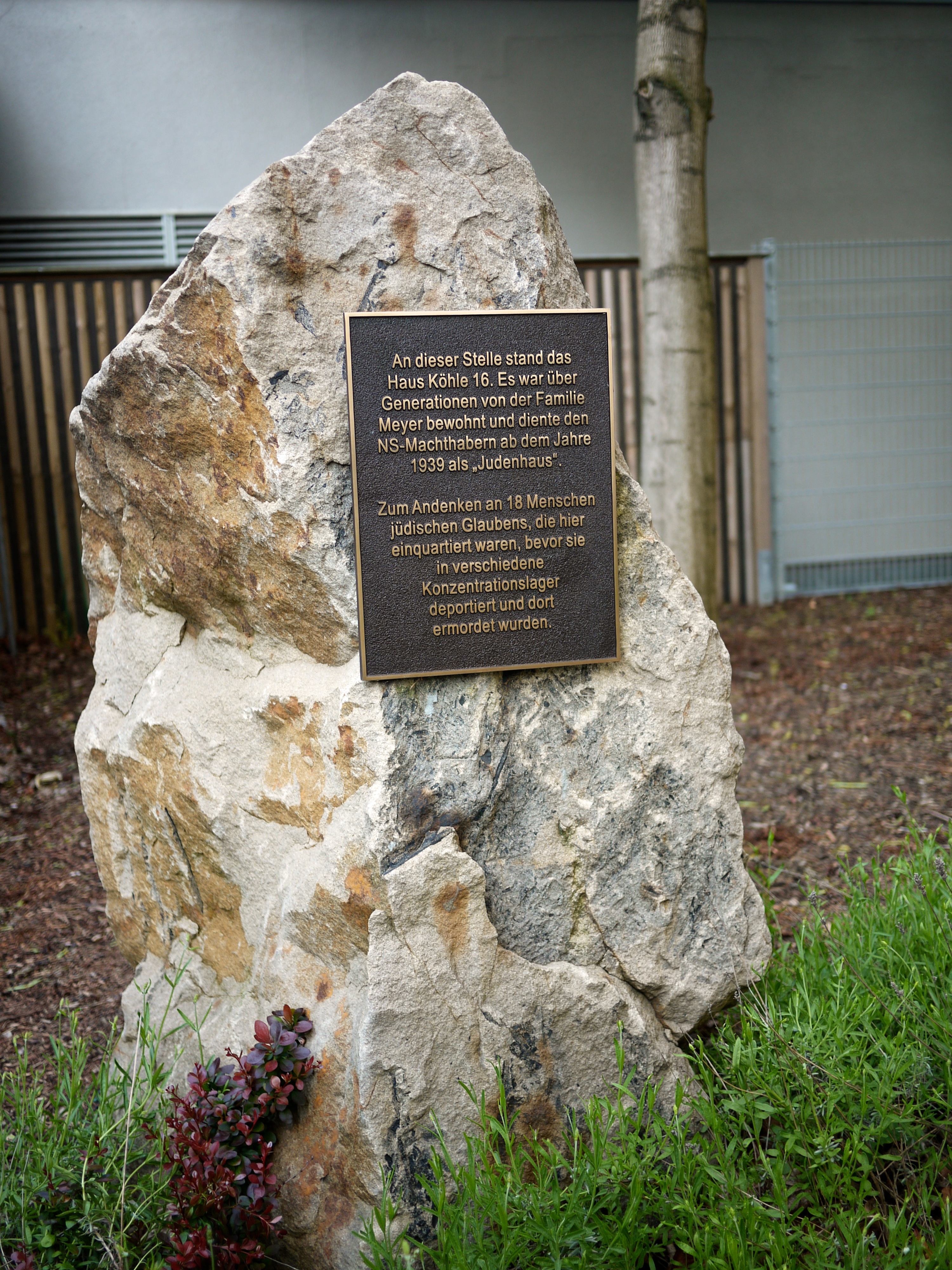
Gedenkstein für das "Judenhaus" in der Köhle 16 (Jetzt Hans-Böckler-Platz 3)

Vorerst erlaubte man noch der Gemeinde den Gottesdienst in dem verkauften Gebäude abzuhalten, aber bereits Anfang November begann man mit dem Abrissarbeiten. Zuerst wurde der Davidstern von der Kuppel abmontiert. Die bereit gelegten Bretter für den Gerüstbau kamen jedoch nicht mehr zum Einsatz. Auf „Befehl von Oben“ wurde das Gebäude in der Reichskristallnacht vom 9. auf den 10. November durch den damaligen Feuerwehrleiter und SS-Sturmbannführer Alfred Freterin in Brand gesteckt. Die wertvolle Inneneinrichtung wurde dabei vollständig zerstört. Von der Synagoge blieb nur eine ausgebrannte Ruine, da man sich bei der Brandbekämpfung nur auf die umliegenden Gebäude konzentrierte. Die Reste des „unansehlichen Trümmerhaufens“ wurden Anfang 1939 endgültig entfernt.
Nach diesem Vorfall fanden die Gottesdienste, sofern es möglich war, im jüdischen Gemeindehaus an der Löhstraße statt. 1939 hatte die jüdische Gemeinde nur noch 190 Mitglieder. Bis zu ihrer Deportation wurden sie ab 1941 in so genannte „Ghettohäuser“ in der Innenstadt zwangseinquartiert. Das waren Wohngebäude in jüdischen Besitz, welche die Stadtverwaltung bis zur Unerträglichkeit mit Juden überbelegte. Die dadurch frei gewordenen Wohnungen und Häuser wurden „arisiert“. In Mülheim gab es neun solcher Judenhäuser. Sie befanden sich im jüdischen Gemeindehaus an der Löhstraße 53 (heute Grundschule Zunftmeisterstraße), an der Auerstraße 23, der Georgstraße 30, der Eppinghofer Straße 133, der Bahnstraße 44, der Köhle 16 (heute Forum Mülheim, Hans-Böckler-Platz 3), der Delle 29 (heute Parkplatz hinter der Sparkasse Berliner Platz) und am Scharpenberg 42.
Während der Bombardierung durch die Alliierten am 23. Juni 1943 wurden 80 % der Innenstadt komplett zerstört, darunter auch die „Judenhäuser“. Mit der Abholung der letzten vier Gemeindemitglieder im Oktober 1943 war Mülheim an der Ruhr offiziell „judenfrei“. An die Deportierten und ihre Wohnorte erinnern heute die Stolpersteine. Im Schutz von wohlwollenden Bürgern, die ihre jüdischen Familienangehörigen und Freunde versteckten und versorgten, überlebten einige die Schreckensherrschaft und den Krieg.

### Nach dem Krieg
Unter der Leitung von Salomon Lifsches gründeten die wenigen Überlebenden und Heimkehrer in Mülheim am 16. März 1947 eine neue jüdische Gemeinde. Sein Wohnhaus in der Kampstraße 7 stellte er als Gebetssaal zur Verfügung. Die kleine Gemeinde bestand aus 39 Leuten. 1955 schloss sich die benachbarte Duisburger Gemeinde an und die Doppelgemeinde wuchs auf 83 Mitglieder an. 1960 weihten sie das Gebäude als ihre Neue Synagoge ein. Mit Anschluss der Jüdische Kultusgemeinde Oberhausen 1968 entstand daraus die Jüdische Einheitsgemeinde Mülheim-Duisburg-Oberhausen.
Bis zu Beginn der 1990er Jahre war das Gebetshaus noch groß genug für die Gemeinde. Mit der Auflösung der Sowjetunion erfolgte ein starker Zuwachs. Zur Jahrtausendwende setzte die Gemeinde aus ca. 1.600 Mitgliedern zusammen, die zum Großteil Zuwanderer aus den Nachfolgestaaten der ehemaligen Sowjetunion sind. Das machte einen Umzug in ein größeres Gebäude nötig. Heute finden die Gottesdienste in der Synagoge Duisburg statt.

## Architektur

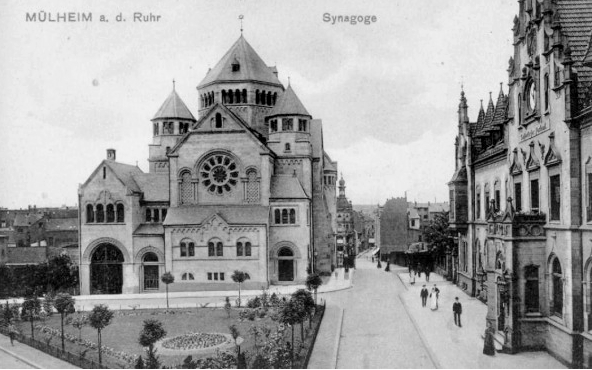
Die ehemalige Synagoge auf einer alten Mülheimer Postkarte.

Der Entwurf für die Synagoge stammt von dem renommierten Düsseldorfer Architekten Prof. Josef Kleesattel. Der Architekt war berühmt für seine klassizistischen Kirchengebäude. Nachdem in Düsseldorf 1904 die Große Synagoge an der Kasernenstraße eingeweiht wurde, wollte man in Mülheim an der Ruhr auch so einen Bau. Er entsprach dem Beschluss vom 9. Juni 1901 „ein der Größe der Gemeinde entsprechendes, würdiges Gotteshaus zu errichten“. Im März 1905 begannen die Arbeiten am Rohbau. Die Bauleitung übernahm der in Mülheim ansässige Architekt Franz Hagen.
Seinerzeit galt das Gebetshaus als das Schönste in der Stadt. Sein neoromanischer Stil sollte die Zugehörigkeit der deutschen Juden zur deutschen Nation hervorheben. Mitten in der Innenstadt, am Viktoriaplatz gelegen, wurde die Synagoge als Zentralbau mit Kuppelhalle errichtet. Sie hatte eine Länge von 35 Metern und eine Breite von 20 Metern. Der achtseitige Vierungsturm wurde von vier Ecktürmen flankiert. Inspiriert von der Düsseldorfer Synagoge wurden die Türme mit Zwerggalerien von Zeltdächern bekrönt. Der restliche Baukomplex wurde durch Rundbogenfenster und -portale sowie durch Rundbogenfriese gegliedert. An den Giebelfronten befand sich jeweils eine Fensterrose. Ein weithin sichtbarer Davidstern auf der hohen Kuppel krönte das Gebäude.
Der prächtig ausgestattete Innenraum war nach den Prinzipien für den jüdischen Gottesdienst gestaltet, bei dem für Männer und Frauen getrennte Bereiche vorgesehen sind. Der Gebetsraum war eine 30 Meter hohe Kuppelhalle mit 550 Sitzplätzen. Als Platz für die Frauen waren drei Emporen in der Halle auf massiven Pfeilern vorgesehen. An der Ostseite war der durch Treppen erhöhte Bereich mit der Heiligen Arche und dem prunkvoll gestalteten Thoraschrein. Flankiert wurde dieser von zwei Tafeln mit dem "Zehnwort" (Dekalog) und den siebenarmigen Leuchtern (Menora). Ihm vorgelagert war das Lesepult. Kronleuchter waren an der Decke angebracht und auch Türgitter und -beschläge waren kunstvoll gefertigt. Eine ebenerdige Wandelhalle mit Garderobenraum, ein Schul- und Sitzungszimmer über dem östlichen Eingang und im Keller das rituelle Bad vervollständigen das Gebetshaus. Beheizt wurde mit einer Dampfheizungsanlage, die sich ebenfalls im Keller befand.
Am 21. September 1905 fanden die Feierlichkeiten für die Grundsteinlegung statt. In einem Pfeiler des bereits fortgeschrittenen Baus hinterlegte man in einem Glasgefäß drei Zeitungen vom Tage und ein zweisprachiges Pergament in hebräisch und deutsch. In seiner Rede beschwor Otto Kaiser die Hoffnung für einen Wendepunkt zwischen der jüdischen und den christlichen Gemeinden und „dass nie wieder die Flammen des Hasses empor züngeln“. Ironie des Schicksals: Nach dem Synagogenbrand in der Reichskristallnacht blieb nur die Glasurne unversehrt. Sie befindet sich heute im Stadtarchiv.
Mit einem Gottesdienst wurde am 2. August 1907 der Tempel, wie die Reformjuden ihre Synagoge bezeichneten, offiziell eingeweiht. Am darauf folgenden Sonntag folgte im Kirchholtschen Saal die weltliche Feier. Dazu waren neben der jüdischen Gemeinde auch die Repräsentanten der Stadt, der Kirche, der Militärbehörde, der Schulen, der Industrie und die Erbauer der Synagoge eingeladen. Das vor Ort stationierte Musikkorps des Infanterieregiments und der Synagogenchor sorgten für musikalische Stimmung. Als Festredner traten Oberbürgermeister Paul Lembke, Standortkommandant Jung und zahlreiche andere Mülheimer Honoratioren als Festredner auf. 31 Jahre war die Synagoge am Viktoriaplatz Mittelpunkt jüdischen Glaubens in Mülheim.

## Denkmäler

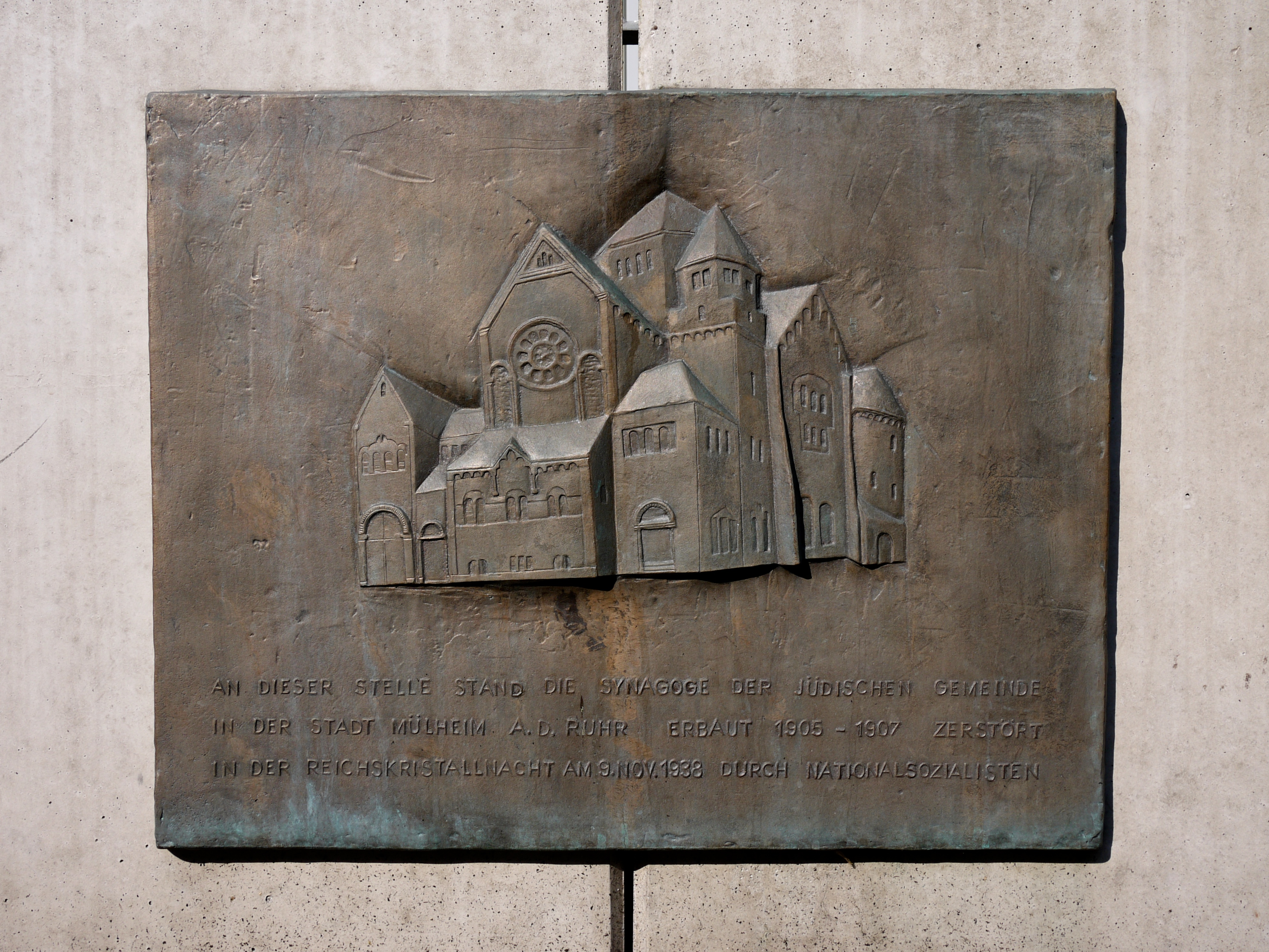
Gedenktafel für die ehemalige Synagoge am Medienhaus.

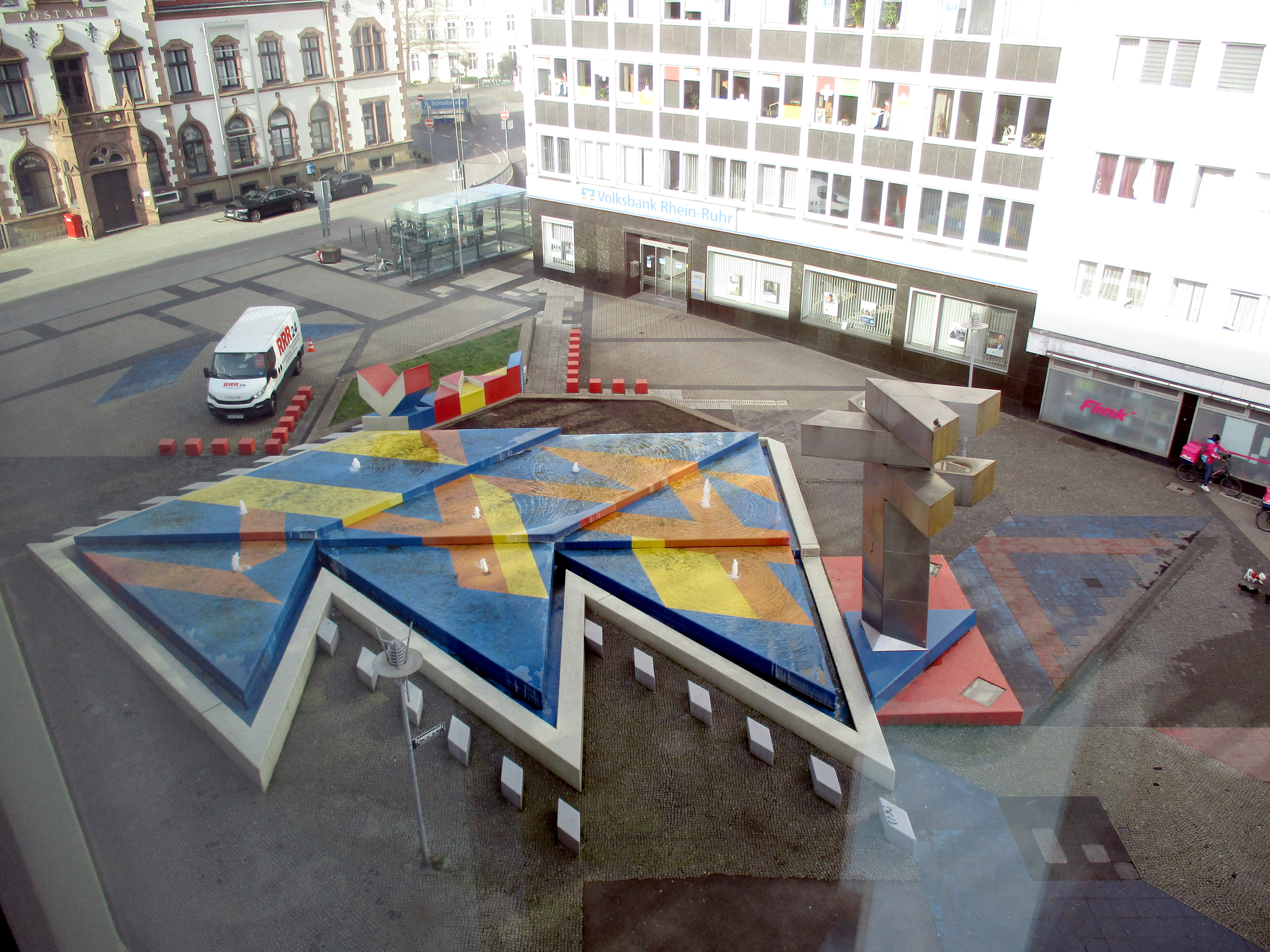
Ein Blick auf den Hajek-Brunnen aus dem 3. Stock vom Medienhaus. Von oben betrachtet erkennt man, warum der Brunnen auch "Stadtikonographie mit Stadtzeichen und Wasserflächen" heißt. Er ist so eine Art Geoglyphe. Die bunten Betonteile und der unterschiedlich gestaltete Straßenbelag verwandeln sich in Draufsicht in eine stilisierte Stadtlandschaft. Der bunte Brunnen stellt den Schatten der ehemaligen Synagoge dar.

### Synagogenplatz
Der Synagogenplatz heißt erst seit 2009 so. Vorher bezeichnete man die Anhöhe in der Innenstadt als Schollenfeld, ab 1896 wurde der Platz zu Ehren von Victoria Adelheid von Preußen, der Gemahlin von Kaiser Friedrich III, in Victoriaplatz umbenannt. 1911 etablierte sich die Schreibweise Viktoriaplatz. Zur Erinnerung an das jüdische Gebetshaus setzte man am 6. September 1990 den Zusatz „Platz der ehemaligen Synagoge“ hinzu. Nach Fertigstellung des Medienhauses erhielt er seinen heutigen offiziellen Straßennamen.

### Gedenktafel am Medienhaus
Am Treppenaufgang zur Bücherei gibt es eine kleine Gedenknische für die ehemalige Synagoge mit einer Gedenktafel an der Kränze und Pflanzengestecke niedergelegt werden. Die Erinnerungstafel wurde 1978 zum 40. Jahrestag der Reichskristallnacht von Peter Könitz aus Bronze angefertigt. Darauf befindet dich die Abbildung der ehemaligen Synagoge und der Text: "An dieser Stelle stand die Synagoge der jüdischen Gemeinde in der Stadt Mülheim an der Ruhr. Erbaut 1905–1907. Zerstört in der „Reichskristallnacht“ am 9. Nov. 1938 durch Nationalsozialisten".
„Diese Stelle“ ist nicht mehr ganz richtig. Ursprünglich war die Tafel am Erweiterungsbau der Sparkasse, Ecke Wallstraße angebracht. Nach dem Umbau zum Medienhaus wurde die Gedenktafel 2009 an ihrem heutigen Platz befestigt.
Ein weiteres Motiv der ehemaligen Synagoge ist auf der „Stadtsäule“ (1986) von Wolfgang Liesen auf dem Kurt-Schumacher-Platz am Forum abgebildet. Die Bronzetafeln auf der Säule zeigen prägende Ereignisse aus der Stadtgeschichte. Darunter auch den Synagogenbrand.

### Hajek-Brunnen
Auch wenn man es auf den ersten Blick nicht vermutet, ist der bunte Hajek-Brunnen auf dem Synagogenplatz ein Denkmal für die ehemalige Synagoge. Offiziell heißt das als Platzgestaltung ausgelegte Kunstwerk „Stadtikonographie mit Stadtzeichen und Wasserflächen“ und wurde 1977 zur „Verschönerung“ des Sparkassenvorplatzes und der darunter liegenden Tiefgarage gebaut. Ebenerdig lässt sich aus den buntbemalten Betonteilen auf verschiedenfarbigen Pflastersteinen und Gehwegplatten und der in der Mitte aufragenden Stahlskulptur kein Stadtpanorama erkennen. Erst ein Blick von oben offenbart das Kunstwerk. Es zeigt eine stilistische Stadtlandschaft mit Gebäuden in unterschiedlichen Graustufen. Nur der bunte Brunnen mit der Stahlskulptur sticht heraus. Er wandelt sich in Draufsicht als blau-orange-gelber Schattenriss der Synagoge. Die Stahlskulptur markiert als X das Zentrum des Platzes.